# 豐田集團
豐田集團（日语： Toyota Gurūpu），是一個日本企業集團，以豐田自動織機為源流企業，並以豐田汽車為集團核心。其組織結構類似於非由一個實體掌控整個集團的財閥，但又不像財閥具有一個主要的銀行。

## 集團企業
- 豐田自動織機
- 豐田汽車
- 雷克萨斯
- 捷太格特
- 斯巴鲁汽车
- 赛扬汽车
- 爱知制钢
- 丰田车体
- 丰田汽车东日本分部
- 豐田通商
- 愛信精機
- 豐田合成（日语：豊田合成）
- 電裝
- 豐田紡織（日语：トヨタ紡織）
- 东和不动产（日语：東和不動産）
- 丰田中央研究院
- プライムアースEVエナジー（日语：プライムアースEVエナジー）
- 大發汽車
- 日野汽車
- 丰田住宅（日语：トヨタホーム）
- 丰田汽车九州分部
- 豐田汽車北海道分部（日语：トヨタ自動車北海道）
- 豐田汽車东北分部（日语：トヨタ自動車東北）
- 豐田技術開發（日语：トヨタテクニカルディベロップメント）

## 關聯或部分持有的企業
- 五十鈴汽車
- 和泰汽車
- 速霸陸
- 國瑞汽車
- Perodua
- 山葉發動機
- 三菱航空機（日语：三菱航空機）
- 名古屋電視台
- 豐田媒體服務（日语：トヨタメディアサービス）
- KDDI
- ZIP-FM（日语：ZIP-FM）
- 中央紙器工業（日语：中央紙器工業）
- 加拿大豐田汽車（英语：Toyota Canada Inc.）

## 集團機構
- 豐田工業學園（日语：トヨタ工業学園）
- 豐田工業大學
- 豐田東京汽車大學（日语：トヨタ東京自動車大学校）
- 豐田名古屋汽車大學（日语：トヨタ名古屋自動車大学校）
- 豐田神戶汽車大學（日语：トヨタ神戸自動車大学校）
- 豐田汽車駕駛學校東京（日语：トヨタドライビングスクール東京）
- 中部日本汽車學校（日语：中部日本自動車学校）
- 豐田產業技術紀念館
- 豐田博物館
- 豐田鞍池紀念館（日语：トヨタ鞍ヶ池記念館）
- 豐田紀念醫院（日语：トヨタ記念病院）
- 刈谷豐田綜合醫院（日语：刈谷豊田総合病院）
- 刈谷豐田綜合醫院高濱分院（日语：刈谷豊田総合病院高浜分院）
- 富士國際賽車場

## 與豐田集團無關的企業
- 豐田商事
  - 豐田商事事件
- 豐田OFFICE（日语：トヨタオフィス）
- 豐田藝術（日语：トヨタオフィス）
- 豐田綠產（日语：トヨタ緑産）
- 豐田肥料

## 外部連結
- 豐田汽車全球官方網站（页面存档备份，存于）的集團企業列表（页面存档备份，存于）